# 도쿄 경마장
도쿄 경마장(일본어: 東京競馬場 도쿄케이바조[*], 영어: Tokyo Racecourse)은 도쿄도 후추시에 위치한 경마장이다.

## 주요 경주
| 월      | 경주                 | 거리    | 나이/성별     |
| Grade I | Grade I              | Grade I | Grade I       |
| ------- | -------------------- | ------- | ------------- |
| 2월     | 페브러리 스테이크스  | 1600m   | 4세 이상 오픈 |
| 5월     | NHK 마일컵           | 1600m   | 3세 오픈      |
| 5월     | 빅토리아 마일        | 1600m   | 4세 이상 암말 |
| 5월     | 우준 빈마 (오크스)   | 2400m   | 3세 암말      |
| 5월     | 도쿄 우준 (일본더비) | 2400m   | 3세 암/수     |
| 6월     | 야스다 기념          | 1600m   | 3세 이상 오픈 |
| 10월    | 추계 천황상          | 2000m   | 3세 이상 오픈 |
| 11월    | 재팬컵               | 2400m   | 3세 이상 오픈 |